# Ibbenbürener Bergplatte
Die Ibbenbürener Bergplatte, häufig auch als Schafberg, Schafbergplatte oder Schafbergmassiv bezeichnet, ist ein maximal 176,1 m ü. NHN hoher Höhenzug aus horstartig herausgehobenem Karbon im Tecklenburger Land (Kreis Steinfurt) nördlich von Ibbenbüren in Nordrhein-Westfalen (Deutschland), der zum Osnabrücker Hügelland gehört.
Sein östlicher Teil, der Schafberg im engeren Sinne, umfasst das Gebiet, das im Steinkohlenbergbau den Begriff Ostfeld synonym zu Bergwerk Ibbenbüren trägt. Der westliche Teil heißt Dickenberg nach der gleichnamigen Ortschaft. Im Bergbau erhielt er den Begriff Westfeld. Der Name Schafberg wird häufig im Zusammenhang mit dem Bergbau für die gesamte Ibbenbürener Bergplatte verwendet.

## Geographie

### Lage
Die Ibbenbürener Bergplatte wird umrandet von den Orten Hopsten, Obersteinbeck, Steinbeck, Recke, Mettingen und Westerkappeln im Norden, Lotte im Osten, Laggenbeck, Ibbenbüren und Püsselbüren im Süden sowie Uffeln im Westen. Im südlichen Bereich wird sie durch das Ibbenbürener Tal gegen den Teutoburger Wald abgegrenzt. Die Bergplatte hat eine Ausdehnung von 14 km in West-Nordwest-Richtung sowie eine Breite von 5 km. Ihren Karbonhorst teilt der 2 km breite Bockradener Graben in das Ost- und das Westfeld. Teile des Höhenzugs liegen im Natur- und Geopark TERRA.vita.

### Naturräumliche Zuordnung
Die sich von Nordwesten nach Südosten ziehende Ibbenbürener Bergplatte wird naturräumlich wie folgt zugeordnet:
- (zu 534 Osnabrücker Hügelland)
  - (zu 534.3 Westliches Osnabrücker Hügelland)
    - 535.32 Schafbergplatte

Nach Südwesten flacht sie zur Ibbenbürener Senke (535.33) bei Ibbenbüren ab. Südöstlich der Platte geht diese auf einem schmalen Korridor, der den Habichtswald (535.34) separiert, in das Westerkappelner Flachwellenland (535.30) um Westerkappeln und Lotte über. Den nordwestlichen Teil der Nordostabdachung bildet schließlich das Mettinger Vorland (535.31) bei Mettingen.
Im Nordwesten geht der Schafberg in die Hopstener Sandplatten (581.13) um Hopsten über, wobei er vom Mittellandkanal gerahmt wird. Die Sandplatten sind Teil des Settruper Talsandgebietes (581.1), dieses gehört zur Plantlünner Sandebene (Haupteinheit 581), diese wiederum zur Dümmer-Geesteniederung (58). Die Geesteniederung ist Teil des Norddeutschen Tieflandes, während das Osnabrücker Hügelland Teil der naturräumlichen Großregion 2. Ordnung Niedersächsisches Bergland ist.

### Erhebungen
Die höchste natürliche Erhebung der Ibbenbürener Bergplatte liegt in der Gemarkung Ibbenbüren in der Bauerschaft Osterledde. Ihr Gipfel (⊙; 176,1 m ü. NHN) befindet sich 2,3 km nordöstlich der im Ibbenbürener Ortsteil Laggenbeck stehenden St.-Maria-Magdalena-Kirche und etwa 90 m südwestlich des Senders Blomenkamp (ca. 174 m). Ihre Landschaft leitet nach Nordwesten in die Gemarkung Mettingen (mit Höveringhausen) über; sie fällt nach Norden über Nordosten bis Osten in die Gemarkung Westerkappeln – mit den Bauerschaften Handarpe (mit Hollenbergs Hügel) und Hambüren (mit Velpe) – ab. Die absolut gesehen höchste Erhebung ist jedoch die Halde nordöstlich von Dickenberg, die auf einer Länge von etwa 300 Metern (nach Nordosten) und etwa 60 Metern breite die 190-m-Höhenlinie überschreitet.
Zwischen Ibbenbüren und Mettingen befindet sich auf der Ibbenbürener Bergplatte der Querenberg. Es wird angenommen, dass der Name von dem niederdeutschen Namen der Handdrehmühle Quern abgeleitet wurde. So fand man 1932 am Querenberg in Flach- und Hügelgräbern aus dem 8. Jahrhundert mehrere dieser Handmühlsteine. Auch gab es am Querenberg in der Vergangenheit ein Mühlsteinregal.
Zahlreiche markante Erhebungen umranden oder heben sich von der Plateauoberfläche des Schaf- oder Dickenbergs ab. Diese sind zum Beispiel im Ostfeld der Rochusknapp beim Ibbenbürener Ortsteil Alstedde, der Donnerberg zwischen Ibbenbüren und dessen Ortsteil Bockraden und im Westfeld der Kälberberg beim Recker Ortsteil Obersteinbeck.

## Aussichtsmöglichkeit
Bei guter Sicht kann man von der Ibbenbürener Bergplatte bis nach Osnabrück im Osten, Rheine im Westen und bis zum Kernkraftwerk Emsland in Lingen im Norden sehen. Den besten Ausblick hat man von der Rudolfshalde, einer Kohlehalde des Bergwerks Ibbenbüren, die sich von dem Plateau der Bergplatte abhebt. Nach Süden wird der Blick durch den Teutoburger Wald begrenzt.

## Geologie
Die Entstehung der Ibbenbürener Bergplatte reicht bis in die Karbonzeit vor 300 Millionen Jahren zurück. Zu dieser Zeit befand sich das Gebiet um Ibbenbüren am Nordrand der Karbon-Geosynklinale, eines Troges, der sich vom Ruhrgebiet über Belgien, Frankreich bis nach Südengland zog. Bei subtropischem Klima versumpfte dieser Trog. Dieses wiederholte sich in der 40 Millionen Jahre andauernden Karbonzeit einige Male. Die Vegetation bestand aus Großfarnen und Bäumen, die man heute noch auf Gesteinsabdrücken sehen kann. Vertreter dieser Bäume waren der Siegelbaum und der Riesenschachtelhalm. Die vertorfenden Pflanzenreste wurden mehrere Male überflutet und von Sand bedeckt. Aus den Torfeinlagerungen sind heute Steinkohlenflöze geworden. Aus dem Sand und Ton ist der bekannte Ibbenbürener Sandstein entstanden. Nach der Karbonzeit wurde das Gebiet mit einer 2000 m mächtigen Decke von Ablagerungen bedeckt. Bedingt durch die Gebirgsauffaltung des Teutoburger Waldes und mit Einwirkung des Bramscher Plutons gelangten die im Karbon abgelagerten Schichten durch Hebung und Erosion der aufliegenden Schichten bis an die Erdoberfläche. Der Bramscher Pluton bewirkte eine starke Hitzeeinwirkung auf die Kohle im Gebirge, sodass diese einer intensiven Inkohlung unterlag. So treten in Ibbenbüren anstelle der Flamm- und Gasflammkohle des Ruhrreviers ausschließlich Ess- und Magerkohle und in großer Tiefe Anthrazit auf. Die einwirkenden tektonischen Kräfte bewirkten hohe Spannungen im Gestein, die den Horst in Schollen zerbrechen ließen. Besonders markant ist hier die Bildung des Bockradener Grabens, der den Horst in den östlichen Schafberg und den westlichen Dickenberg teilt. Dieser Graben hat eine Breite von 2 km und eine Verwurfhöhe von 400 m. Er bildet die Grenze zwischen Westfeld und Ostfeld.
In den Randzonen beißen Gesteinsschichten des Perm aus. In den Zechsteinschichten des Perms lagerten sich in der Kreidezeit durch den Bramscher Pluton thermisch mobilisierte Erze ein. Diese Erze verdrängten den Zechsteinkalk und füllten entstandene Klüfte aus. Es sind sowohl Eisenerze als auch sulfidische Buntmetallerze vorhanden. Die Buntmetallerze bestehen hauptsächlich aus Zink und Bleierzen, aber auch geringe Mengen Silber ließen sich nachweisen. Vor allem oberhalb Ibbenbürens und Laggenbeck findet man diese Erzlagerstätten. Zahlreiche Erzbergwerke bauten das Erz bis 1921 ab.
Am Nordrand der Ibbenbürener Bergplatte ausstreichende Schichten der unteren Kreidezeit (genauer: der Wealdenzeit; etwa 146 bis 140 Mio. Jahre vor heute), enthalten Kohleflöze, die bei Recke zu finden sind. Aufgrund der geringen Mächtigkeit wurde diese Wealdenkohle jedoch nie abgebaut.

### Bergbau
Zusammen mit dem Piesberg und dem Hüggel bei Osnabrück bildet die Ibbenbürener Bergplatte das Ibbenbürener Steinkohlenrevier. Die überwiegend flach nach Norden einfallenden Schichten bestehen vornehmlich aus Sandstein, Tonschiefer und Konglomeraten, in ihnen sind die Kohleflöze eingelagert. Sie sind aufgrund des fehlenden Deckgebirges in den oberen Bereichen stark wasserführend.
Stratigraphisch gehören die aufgeschlossenen Kohleschichten zum Westfal B–D. 1800 m flözführendes Karbon sind nachgewiesen. Diese Schichtfolge enthält 105 Flöze, von denen nur wenige bauwürdig sind.

## Konflikt um den Namen und Zugehörigkeit
In der allgemeinen Literatur wird die Ibbenbürener Bergplatte häufig als Schafberg bezeichnet. Dieses ist insofern richtig, als die östliche Hälfte den Flurnamen der Bauerschaft Schafberg (Ibbenbüren) zugeordnet bekommen hat. Diese nur für den östlichen Teil gültige Bezeichnung hat sich für das Gesamtgebilde Ibbenbürener Bergplatte durchgesetzt und wird häufig in der Literatur und Kartenwerken erwähnt.
Zahlreiche Wissenschaftler haben schon vor vielen Jahrzehnten empfohlen, für den Karbonhorst als Gesamtgebilde den Namen Ibbenbürener Bergplatte zu verwenden. In der Fachliteratur wird dies seit geraumer Zeit praktiziert. Andere Namensvorschläge für den Karbonhorst konnten sich in der Fachliteratur nicht durchsetzten.
Auch wird die Ibbenbürener Bergplatte in der allgemeinen Literatur häufig fälschlicherweise als Ausläufer des Wiehengebirges dargestellt. Selbst auf den Internetseiten der Stadt Ibbenbüren war dieses zu vernehmen. Die Bergplatte ist auch kein Ausläufer des weiter südlich verlaufenden Teutoburger Waldes, sondern eine eigene geologische Formation.